# Pulianas
Pulianas est une commune de la province de Grenade, dans la communauté autonome d'Andalousie, en Espagne.

## Histoire
Le professeur Dióscoro Galindo González (1877-1936), assassiné par les nationalistes avec le poète Federico García Lorca durant la guerre d'Espagne, a enseigné dans la commune.

## Personnalités liées à la commune
- Aurelia Navarro Moreno (1882-1968), artiste peintre.

## Administration
| Période                                  | Période | Identité | Étiquette | Qualité |
| ---------------------------------------- | ------- | -------- | --------- | ------- |
| N/A                                      | N/A     | N/A      | N/A       | Maire   |
| Les données manquantes sont à compléter. |         |          |           |         |